# Zonocryptus analis
Zonocryptus analis là một loài tò vò trong họ Ichneumonidae.